# سم میکولاک
سم میکولاک (به انگلیسی: Sam Mikulak) ژیمناست زادهٔ ۱۳ اکتبر ۱۹۹۲ میلادی اهل کشور ایالات متحده آمریکا است.